# Shannonomyia (Shannonomyia) penumbrosa
Shannonomyia (Shannonomyia) penumbrosa is een tweevleugelige uit de familie steltmuggen (Limoniidae). De soort komt voor in het Neotropisch gebied.